# 齐世荣
齐世荣（1926年10月29日—2015年12月3日），男，祖籍直隶（今河北）南皮，生于江苏连云港，中国历史学家，北京师范学院（现首都师范大学）历史系教授、博士生导师、校长，中国史学会副会长。

## 生平
1926年10月29日生于江苏省连云港市，祖籍直隶省南皮县。1945年夏，在四川成都考入燕京大学社会系，数月后转入历史系。1946年随校返回北平。期间曾受教于邓之诚、齐思和、翁独健诸先生。大学二年级肄业后，于1947年夏转学至清华大学历史系。
1949年大学毕业后，在北京市育英中学任政治教员，后兼任历史教员、教导主任。1953年加入中国共产党。1954年调到北京师范学院（1992年改称首都师范大学），历任历史系讲师、教授、博士生导师。1989年8月至1993年4月担任校长。著名学生有沈志华等。
2015年12月3日上午6时15分在北京朝阳区中日友好医院逝世。

## 学术贡献
齐世荣主要从马克思主义唯物史观出发研究世界现代史和现代国际关系史。为中国的“世界现代史学科”基本建设作出了开拓性、奠基性的贡献。

## 著作
著有《20世纪的历史巨变》（与廖学盛共同主编）、《世界五千年纪事本末》（主编）、《15世纪以来世界九强的历史演变》（主编）、《绥靖政策研究》（主编）、《世界史》（与吴于廑共同主编）等。编译有《世界通史资料选辑·现代部分》和《当代世界史资料选辑》，译著有《西方的没落》（合译）、《苏联历史论文选辑》（1－3册）等。